# Artūras Kasputis
 Artūras Kasputis (* 22. Februar 1967 in Klaipėda) ist ein Sportlicher Leiter und ehemaliger litauischer und früherer sowjetischer Radrennfahrer.

## Sportliche Laufbahn
1985 wurde Artūras Kasputis in Stuttgart Junioren-Weltmeister in der Einerverfolgung; in der Mannschaftsverfolgung belegte das sowjetische Team mit Kasputis Rang drei. 1986 gewann er die Ägypten- und 1987 die Marokko-Rundfahrt. In der Einerverfolgung der Amateure bei den UCI-Bahn-Weltmeisterschaften 1987 in Wien wurde er Dritter. Bei den Olympischen Spielen in Seoul errang Kasputis gemeinsam mit Gintautas Umaras, Wjatscheslaw Jekimow, Mindaugas Umaras und  Dmitri Neljubin die Goldmedaille in der Mannschaftsverfolgung. Einen sowjetischen Meistertitel gewann er 1988 mit dem Team von Klaipėda in der Mannschaftsverfolgung (u. a. mit Gintautas Umaras und Remigijus Lupeikis). 1990 wurde er Zweiter bei Rund um Berlin und gewann den  Gran Caracol de Pista, den bedeutendsten Bahnradsportwettbewerb in Südamerika. 1991 gewann er den Circuit du Port de Dunkerque und den Circuito Montañés.
Profi wurde Kasputis im Jahre 1992. Während seiner zehnjährigen Karriere fuhr er hauptsächlich in französischen Teams. In seinem ersten Profijahr gewann er den Chrono des Herbiers sowie die Route du Sud und belegte bei den Bahn-Weltmeisterschaften  in Valencia Platz drei in der Einerverfolgung. Zudem gewann er die Nachwuchswertung der Vuelta a España. 1999 siegte er beim Circuit de Lorraine.
Fünfmal startete Artūras Kasputis bei der Tour de France, konnte sich aber nie vorne platzieren. Zwei weitere Male – 1996 und 2000 nahm er an Olympischen Spielen in Bahn- und Straßendisziplinen teil, ohne jedoch eine weitere Medaille zu erringen.

## Berufliches
Nach dem Ende seiner aktiven Radsport-Karriere im Jahre 2002 wurde Kasputis Sportlicher Leiter beim Team ag2r La Mondiale. Parallel ist er als litauischer Nationaltrainer auf freier Basis tätig.

## Erfolge

### Straße
1987
- Marokko-Rundfahrt

1990
- eine Etappe (MZF) Vuelta a Colombia
- Rund in Berlin

1991
- Prolog und eine Etappe Vuelta a Colombia
- Circuito Montañés
- Circuit du Port de Dunkerque

1992
- Gesamtwertung und eine Etappe Route du Sud
- Chrono des Herbiers

1994
- eine Etappe Route du Sud

1996
- eine Etappe Critérium du Dauphiné

1999
- Gesamtwertung und eine Etappe Circuit de Lorraine
- Prolog Tour de l’Ain

2000
- eine Etappe 4 Jours de Dunkerque
- eine Halbetappe Dänemark-Rundfahrt

### Bahn
1985
- Junioren-Weltmeister – Einerverfolgung
- Junioren-Weltmeisterschaft – Mannschaftsverfolgung (mit Aleksander Klaus, Aleksander Tolkatschew und Anatoli Weselow)

1987
- Amateur-Weltmeisterschaft – Einerverfolgung

1988
- Olympiasieger – Mannschaftsverfolgung (mit Wjatscheslaw Jekimow, Dmitri Neljubin, Gintautas Umaras und Mindaugas Umaras)
- Sowjetischer Meister Mannschaftsverfolgung

## Grand-Tour-Platzierungen
| Grand Tour            | 1992 | 1993 | 1994 | 1995 | 1996 | 1997 | 1998 | 1999 | 2000 |
| --------------------- | ---- | ---- | ---- | ---- | ---- | ---- | ---- | ---- | ---- |
| Giro d’ItaliaGiro     | –    | –    | –    | –    | –    | –    | DNF  | –    | –    |
| Tour de FranceTour    | 71   | –    | 44   | 75   | –    | 93   | –    | –    | DNF  |
| Vuelta a EspañaVuelta | 32   | –    | –    | –    | –    | –    | DNF  | –    | –    |